# West Asian Football Federation
Die West Asian Football Federation (WAFF, deutsch: Westasiatischer Fußballverband) ist ein Fußballverband für die westasiatischen Fußballnationalverbände. Gegründet wurde er 2001 von den Verbänden Iraks, Irans, Jordaniens, Libanons, Palästinas und Syriens. Im Jahr 2009 traten auch die Vereinigten Arabischen Emirate, Katar und der Jemen dem Verband bei. Mit dem Beitritt Saudi-Arabiens, Kuwaits, Bahrains und des Omans im Jahr 2010 waren bis auf Israel alle westasiatischen Nationen Mitglied der WAFF.
Iran ist mittlerweile Mitglied der 2014 reaktivierten Central Asian Football Association (CAFA). Der Verband richtet mehrere Wettbewerbe aus, darunter die Westasienmeisterschaft für Männer und Frauen, eine U-16 Meisterschaft und die Futsalmeisterschaft.

## Mitglieder
| Land                         | Verband                                      |
| ---------------------------- | -------------------------------------------- |
| Bahrain                      | Bahrain Football Association                 |
| Irak                         | Iraqi Football Association                   |
| Jemen                        | Yemen Football Association                   |
| Jordanien                    | Jordan Football Association                  |
| Katar                        | Qatar Football Association                   |
| Kuwait                       | Kuwait Football Association                  |
| Libanon                      | Fédération Libanaise de Football Association |
| Oman                         | Oman Football Association                    |
| Palästina                    | Palestinian Football Association             |
| Saudi-Arabien                | Saudi Arabian Football Federation            |
| Syrien                       | Syrischer Arabischer Fußballverband          |
| Vereinigte Arabische Emirate | United Arab Emirates Football Association    |

## Wettbewerbe

### Männer
Nationalmannschaften
- WAFF Championship (seit 2000)
- WAFF U-23 Championship (seit 2015)
- WAFF U-19 Championship (seit 2024)
- WAFF U-18 Championship (seit 2019)
- WAFF U-16 Championship (seit 2005)
- WAFF Futsal Championship (seit 2007)
- WAFF Beach Soccer Championship (seit 2013)

Klubs
- WAFF Clubs Championship (geplant für 2025)

### Frauen
Nationalmannschaften
- WAFF Women’s Championship (seit 2005)
- WAFF U-18 Girls Championship (seit 2018)
- WAFF U-17 Girls Championship (seit 2018)
- WAFF U-14 Girls Championship (seit 2022)
- WAFF Women's Futsal Championship (seit 2008)

Klubs
- WAFF Women's Clubs Championship (seit 2019)